# آیکه
آیکه (به قزاقی: Ayke) یک منطقهٔ مسکونی در قزاقستان است که در شهرستان آیتکه بی واقع شده‌است. آیکه ۱٬۰۵۸ نفر جمعیت دارد.